# Spitalskirche Speising

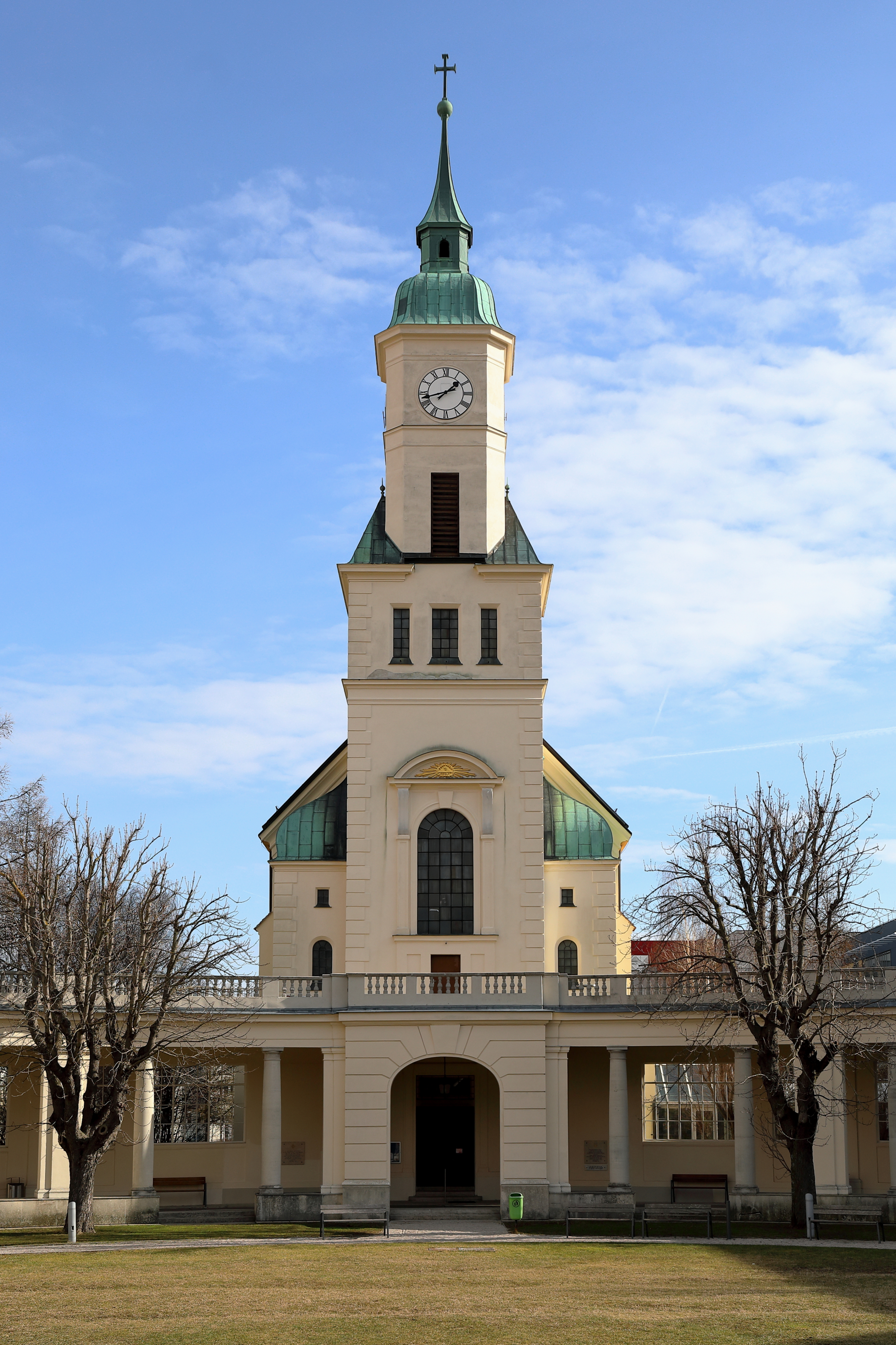
St. Josef Spitalskirche

Die St. Josef Spitalskirche Speising ist eine römisch-katholische Kirche im Orthopädischen Spital Speising im Bezirksteil Speising im 13. Wiener Gemeindebezirk Hietzing in der Speisinger Straße 109.

## Geschichte
Johann Michael Kienmayer (1695–1782), Besitzer einer Baumwollspinnerei am Rennweg, stiftete 1742 das Waisenhaus am Rennweg mit der Waisenhauskirche, das später durch Kaiserin Maria Theresia erworben und ausgebaut wurde. Unter Kaiser Franz Josef I. wurde das Waisenhaus am Rennweg geschlossen und mit einem Neubau an den damaligen Stadtrand Wiens nach Hietzing-Speising verlegt. Franz Josef I. war im Jahre 1910 bei der Grundsteinlegung der dazugehörigen Kirche anwesend. Die Waisenhausanstalt wurde in die Verantwortung des Ordens der Schulbrüder gegeben. Im Zuge des Anschlusses Österreichs an Hitler-Deutschland mussten die Schüler und Lehrer die Anstalt verlassen und die Nutzung des Gebäudes wurde ein Spital und ein Lazarett. Weil Wien damals ein Großwien war, wurde das Spital ein Teil des damaligen Stadtteils Mödling. Nach dem Krieg übernahm deshalb anfangs das Land Niederösterreich die Verwaltung der Waisenhausstiftung und errichtete im Pavillon I ein Krankenhaus für Lungenkranke. Im Pavillon II wurde mit Unterstützung der Stadt Göteborg ein Niederösterreichisches Kinderspital eingerichtet. 1956 wurde mit dem niederösterreichischen Landeshauptmann Johann Steinböck der Gebäudekomplex dem Orthopädischen Spital in der Gassergasse und dem Orden der Dienerinnen des Heiligen Geistes übergeben, worauf mit Umbauten Teil für Teil des Orthopädischen Spitals in die ehemalige Waisenhausanlage übersiedelte. 1999 übernahm die Vinzenz-Gruppe die Leitung des geistlich geführten Krankenhauses.

## Kirche
Die Kirche wurde als heller und schlichter historischer Bau für ein Waisenhaus errichtet. Das Rondo (Rundgang), ein weiträumiger kreisrunder offener und über dem Weg gedeckter Zugang vor dem Haupteingang, stimmt die Besucher auf dem Weg zur Kirche besonders ein. Im Jahre 1993 wurde die Kirche generalsaniert. Für die Bedürfnisse eines Spitals wurde seitlich ein geschlossener Verbindungsgang zu den Pavillons errichtet.